# 医官
医官（いかん）とは、医師の資格を有する陸・海・空自衛隊の幹部自衛官のこと。一般的な軍隊の軍医に相当する。なお、歯科医師の資格を有する者は「医官」とは別の制度である「歯科医官」となる。これは歯科医師は、医師ではないためである。

## 採用
平成21年3月末現在、医官定数は陸上自衛隊で779名、海上自衛隊で225名、航空自衛隊で172名である。
防衛省、陸・海・空自衛隊の医官（自衛官）になるためには、防衛省所管の防衛医科大学校を卒業するか、医師の免許を持つ者が防衛省の公募する医科歯科幹部採用試験に合格することが必要となる。
防衛医大卒業生は、卒業と同時に陸海空のそれぞれの幹部候補生となり、「曹長」の階級が与えられる。幹部候補生学校では6週間幹部自衛官としての教育を受けるが、あくまで基本的な内容に留まる。そもそも一般の幹部自衛官とは職務内容が大きく異なり、あくまでも『医師』として任務に当たるため、体力的な訓練や統率、指揮などの教育は、一般の幹部自衛官と比較して絶対視されない。
なお、公募により採用された医官・歯科医官は、免許取得後の実務経験年数に応じて階級が定められるため、入隊時に2佐に任命されることもある。

## 医官としての勤務
幹部候補生学校の卒業と同時に、二等陸・海・空尉に任官し、研修医官となる。旧軍でも医科大学卒の者の軍医としての振り出しは軍医中尉からであったが、これは医師という特別な技能を有する者について、兵科将校とは別に尊重する必要があるためである（任官までの修業年限が長いことに対する調整と、他の職業と異なり医学における莫大な学費を投じたことに対する調整という意味合いもある）。
以前は大半が防衛医大の研修医になったが、今は自衛隊中央病院と防衛医大をそれぞれ計2年間になるカリキュラムで研修する。研修医のマッチングは行われていないし、防衛医大や自衛隊中央病院は他大学卒の初期研修(マッチング)対象外である。研修内容は厚生労働省の定めるものに沿った研修である。
2年間の初任実務研修が終了した後、それぞれの部隊に配属される。この時期(初任実務研修終了直後)の医官は陸上であれば方面衛生隊などの衛生科部隊配属が基本である。配属直後、陸自衛生学校でBOC（幹部初級課程）へ入校が命じられる。海上自衛隊の医官の6割は海上自衛隊潜水医学実験隊での潜水医官課程にて、航空自衛隊の医官と海上自衛隊の残りの4割の医官は、自衛隊入間病院教育部及び航空医学実験隊での航空医官課程にて、それぞれ1カ月半ほどの教育を受ける。
部隊にもよるが、最大週2日の部外通修が認められるので、その間に研鑽を積む者が多い。病院配属であっても、その所属だけでは医師としてあまりにも症例が不足しているケースが大半である。部隊勤務1年半を経過した1月に、全員が1尉に昇任。その半年後に、専門研修医官となる。その間、潜水医官課程・航空医官課程を修了した海自及び空自の医官は、それぞれ潜水医官記章及び航空医官課程修了後2年間の部隊勤務経験を経た後に航空医官記章が付与される。
概ね2年間の部隊勤務が終わると、専門研修が命ぜられる。ほとんどの者は防衛医大・自衛隊中央病院で研修している。専門研修医官（専修医）は、常に人手不足に悩む防衛医大の各医局にとって、貴重な実戦力である。専修医は2年。これを終了すると、陸では衛生学校のAOC（幹部上級課程）に入校する。海と空では、それに相当するような教育課程は無い。
専修医を終わっても、学位は授与されない。それ以上の医学を研鑽したい者は防衛医大研究科を受験する。受験科目は英語と専攻科である。研究科は大学院に相当し、4年間在籍して審査を経て、「博士（医学）」の学位が独立行政法人大学改革支援・学位授与機構から与えられる（防衛医科大学校には学位授与権がない）。それぞれの科にもよるが、採用人員は年に1～2名程度と少ない。研究科を修了した者のうちで、研究者・教育者に向いていると判断された者は、しばしばUC転官を勧められ、制服を脱いで、文官たる防衛医大助手（防衛教官）となり、防衛医大を支える。

## 人事管理
防衛医科大学校卒業生は、全員が医官として自衛隊で勤務することになるが、卒業後9年以内に退官する場合は、教育に要した経費（卒業後の勤務年数によって異なるが、最高で約5000万円程度）を国庫に償還することになっている。しかし医官の補職では、たとえ病院（自衛隊病院）であっても臨床経験を十分に積むことが困難であり、医師としてのスキルアップに不安がある等の理由から、3分の1の者が9年の年限を待たずに退官している。
自衛隊の高級幹部ポスト（将補以上）に占める医官の割合はわずか6.7％である。換言すれば、医官として任官しても将補以上に昇任できるのはごく一部であり、このことが後述する医官の早期退職の一因になっていると指摘する声もある。
自衛官が出世をねらえば、幹部学校指揮幕僚課程（CGS、海空ではCS）に入校したいが、医官で入校した者は過去に数名しかいない。CGS卒業者の3割は将官への栄達が約束される。陸上自衛隊の場合、衛生学校の幹部特修課程 (FOC) も出世コースだが、2011年現在の時点で入校した医官はいない。事実上、防衛医大研究科が出世コースになっているようである。以前は、防衛医大卒業生が増えたために、研究科を卒業して博士（医学）の学位を持たない者は、方面総監部、師団司令部、旅団司令部の医務官（旧陸軍の軍医部長に相当する）には補職されない時期もあったが、現在は研究科卒業生以外の医官が補職されるケースも増えてきた。
医官は男性社会である自衛隊の中では比較的女子が進出しているようで、女性では佐伯光が3自衛隊初の女性将官となった（最終階級は海将補、2003年3月退官）。
また、昨今の医師不足の状況下において、多数の病院が医官を引き抜き（ヘッドハンティング）をしている。医師が欲しい病院と上記の通り給与、昇進、技術面での悩みがある医官の利害が一致し、自衛隊での医官不足が生じている。外での研修先病院に引き抜かれることが多い。また、国庫返還金も病院側が負担する場合がある。
ごく希であるが、駐屯地業務隊衛生科長（2佐～1尉）よりも高位の階級に昇任する場合も存在するが、指揮系統上階級が下位の衛生科長が階級が上級の医官に命令する現象も一部存在する（例：小規模駐屯地の業務隊で衛生科長1尉に対して衛生科に配属された医官が3佐という現象等）。なお、「指揮代理に関する訓令」（平成12年6月27日防衛庁訓令第80号）により、自衛隊では医官であっても部隊等指揮権を承継しうる。
また、厚生労働省をはじめとする行政官庁に採用された医師・歯科医師である官僚のことは医官とは呼ばず、医務官や医系技官と呼ばれる。